# Rivolta di Cracovia del 1846
La rivolta di Cracovia del 1846 fu un insieme di tentativi volti a incitare una lotta per l'indipendenza della Polonia, guidati da ribelli quali Jan Tyssowski ed Edward Dembowski. Le insurrezioni ebbero luogo principalmente nella Repubblica di Cracovia contro tutte le potenze che avevano causato la spartizione della Polonia, in particolare l'impero austriaco il quale, dopo ben nove giorni, ebbe la meglio e represse gli scontri.

## Contesto storico
Le rivolte furono organizzate e sostenute da aristocratici polacchi e gente comune (come i minatori di Wieliczka), desiderosi di ripristinare l'indipendenza polacca dopo la spartizione del 1795. Vi era, inoltre, la volontà di attuare una serie di riforme politiche e sociali, tra cui l'abolizione della servitù. Alcuni ideali rivoluzionari si dovettero anche a degli attivisti in esilio e da associazioni quali la Società Democratica Polacca. La rivolta sarebbe dovuta scoppiare in altre località, ma la mancanza di coordinazione tra gli attacchi e i numerosi arresti ne impedirono l'attuazione. Il centro di Cracovia, città libera e teoricamente indipendente, divenne dunque il luogo ideale per discutere i piani d'azione per la futura indipendenza polacca.

## Gli inizi
La rivolta cominciò nella notte del 20 febbraio 1846 e, nel breve termine, sembrò volgere a favore dei ribelli polacchi, dato che la piccola pattuglia austriaca del generale Ludwig Collin dovette ritirarsi. Un governo provvisorio fu istituito il 22 febbraio, giorno in cui fu divulgato il Manifesto per la Nazione Polacca, in cui si ordinava la fine della schiavitù, si chiedeva il suffragio universale e si prendeva spunto dagli ideali della Rivoluzione francese. Tra gli esponenti principali dell'insurrezione si menzionano Michał Wiszniewski, professore di filosofia all'Università Jagellonica, il docente e avvocato Jan Tyssowski e il suo segretario Edward Dembowski. Vi prese parte anche il prete Valerian Kalinka.
Il 27 febbraio, tuttavia, il nuovo governo faticò a reggersi in piedi e in diversi cercarono di salire al potere, portando all'esilio di Wiszniewski.

## Soppressione

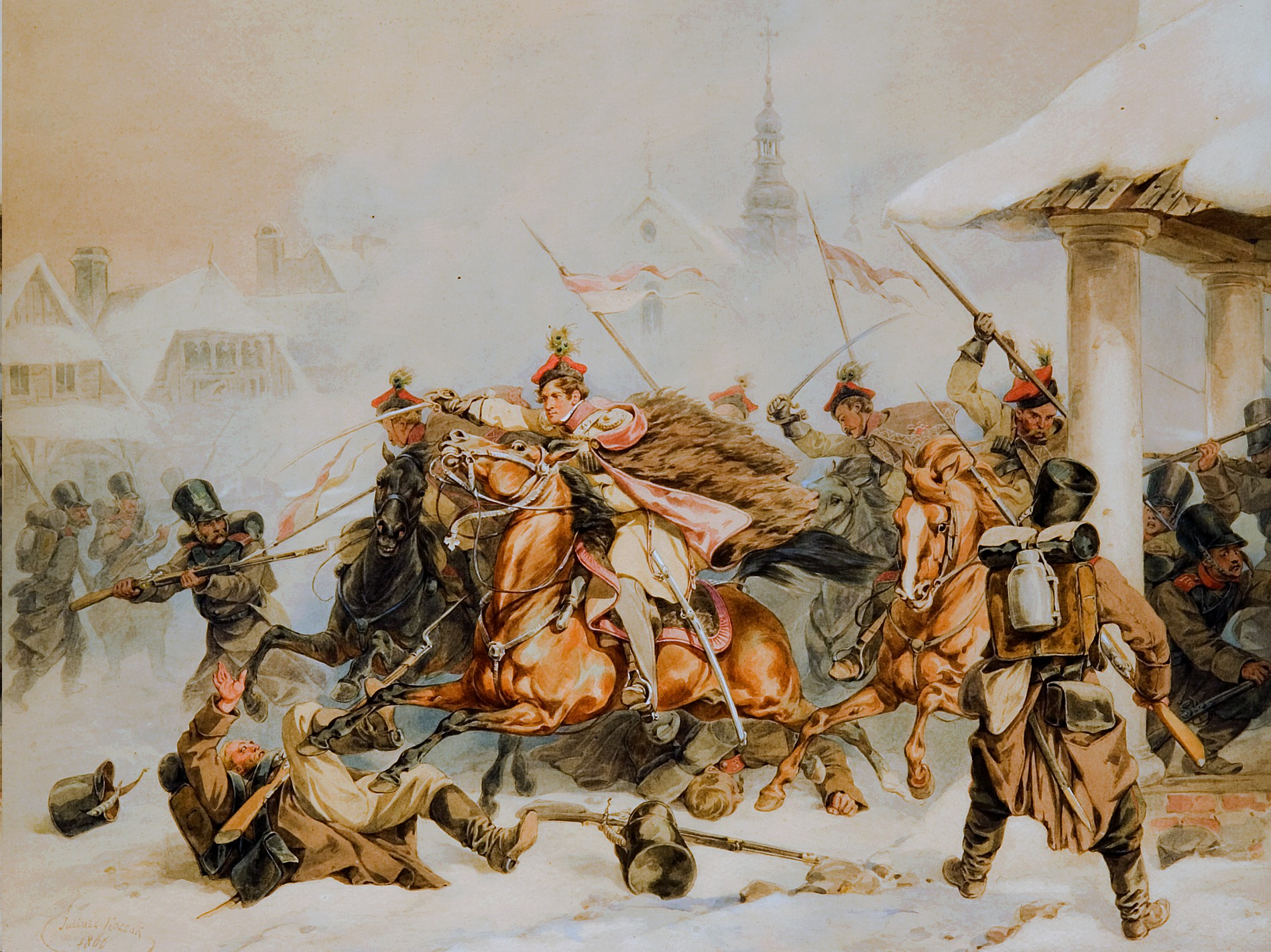
Una rivolta contro i russi nel 1846, dipinto di Juliusz Kossak.

Le truppe austriache della zona erano capeggiate da Ludwig von Benedek. I rivoltosi constavano di circa 6000 volontari, ma scarsamente equipaggiati e poco inclini alla guerriglia. Gli austriaci infersero ai polacchi una sconfitta il 26 febbraio, durante la battaglia di Gdów. Il comandante polacco, il colonnello Jakub Suchorzewski, fu criticato per la pessima linea d'azione e per non aver preso le precauzioni adeguate.
I contadini locali, inoltre, aiutarono l'esercito austriaco a sopprimere la rivolta. Questa fazione intestina al movimento indipendentista portò al massacro della Galizia, in cui gli austriaci fomentarono la collera dei contadini contro i proprietari terrieri allo scopo di indebolire gli insorti polacchi. Ai contadini, infatti, era stato promesso un aumento salariale e la fine della servitù.
Si stima che circa 1000-2000 aristocratici morirono durante gli scontri. Dembowski fu giustiziato dagli austriaci, ma secondo altri storici morì durante gli scontri del 27 febbraio. Il governo provvisorio si arrese dopo nove giorni e Cracovia fu dapprima occupata dai russi (3 marzo) e tra il 3 e il 4 marzo dagli austriaci guidati da Collin. Tyssowski fu prima internato in Prussia e poi emigrò verso gli Stati Uniti.

## Conseguenze

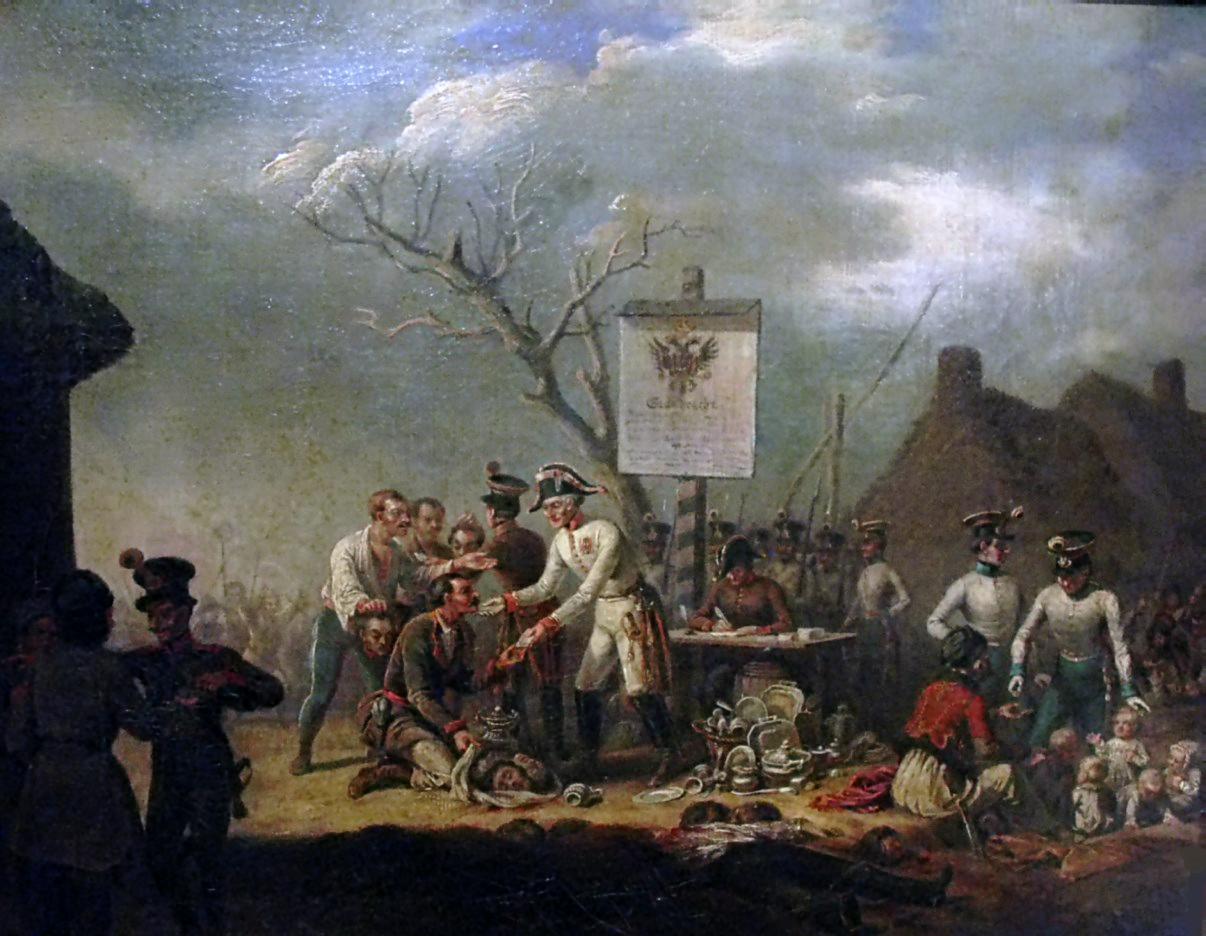
Il massacro della Galizia, dipinto di Jan Lewicki.

Austria e Russia firmarono un trattato il 16 novembre, terminando lo status di città libera di Cracovia. Di conseguenza, la città e i dintorni furono annessi al Regno di Galizia e Lodomiria, una provincia dell'impero austriaco, con capitale a Lemberg (Lwow, Lviv). Questa violazione del trattato di Vienna del 1815 fu uno scandalo per la politica europea dell'epoca.

## Rilevanza storica

Stemma dei ribelli.

Nonostante il fallimento, la rivolta fu vista da alcuni intellettuali, come Karl Marx, come un movimento fortemente democratico che mirava a riforme per risolvere molte questioni sociali. La rivolta, più nello specifico, fu appoggiata da Marx e Friedrich Engels per essere stata la prima in Europa a piantare il seme per una grande rivoluzione sociale. Gli studiosi polacchi moderni, inoltre, la considerano come un anticipo dell'incombente Primavera dei popoli.
La rivolta di Cracovia fu un tema centrale per la stampa europea, discussa insieme alla Sollevazione della Grande Polonia e al massacro della Galizia, eventi accaduti nello stesso anno.
L'impero austriaco, con il regime Metternich, portò i contadini polacchi ad inimicarsi gli oppressori. Gli austriaci dovettero ripristinare temporaneamente un sistema feudale, secondo il quale i contadini che abbassavano la testa e obbedivano alle autorità (ad esempio Jakub Szela) venivano premiati. Ciononostante, l'accaduto scosse l'opinione pubblica austriaca e portò, nel 1848, all'abolizione della servitù della gleba.